# Leonard Ödmark
Leonard "Leon" Ödmark, född 8 maj 1868 i Brösta i Arnäs församling, Västernorrlands län, död 3 september 1923 i Engelbrekts församling, Stockholms stad, var en svensk affärsman och grosshandlare. Han blev känd för att vara svenskt agent för det franska bilmärket Delaunay-Belleville och betecknas som en av Örnsköldsviks mest framgångsrika affärsmän vid sekelskiftet 1900, av samtiden kallad både kaffekung och bilbaron.

## Biografi

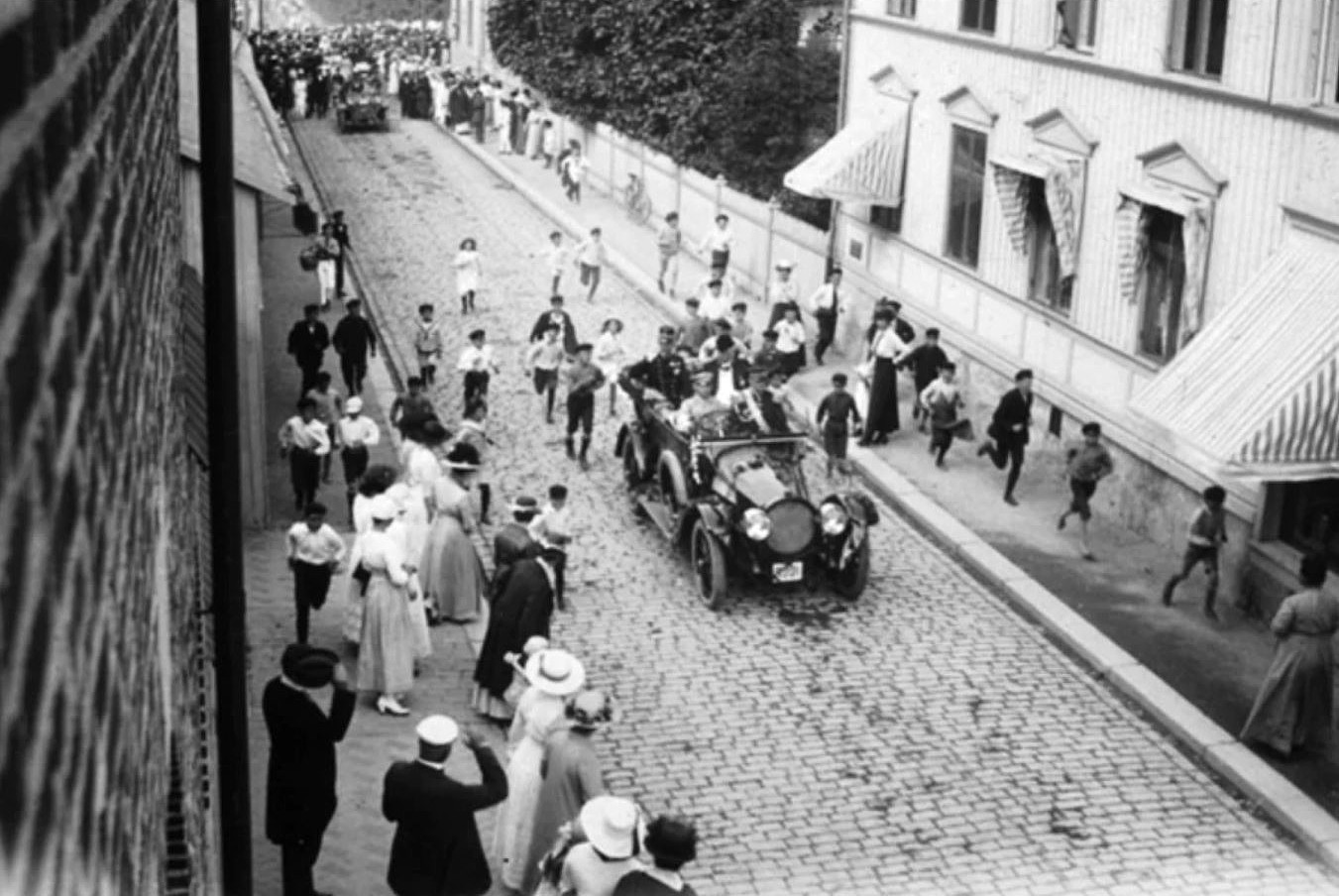
Kung Gustaf V åker i en Delaunay Belleville vid invigningen av Örnsköldsviksutställningen 1916.

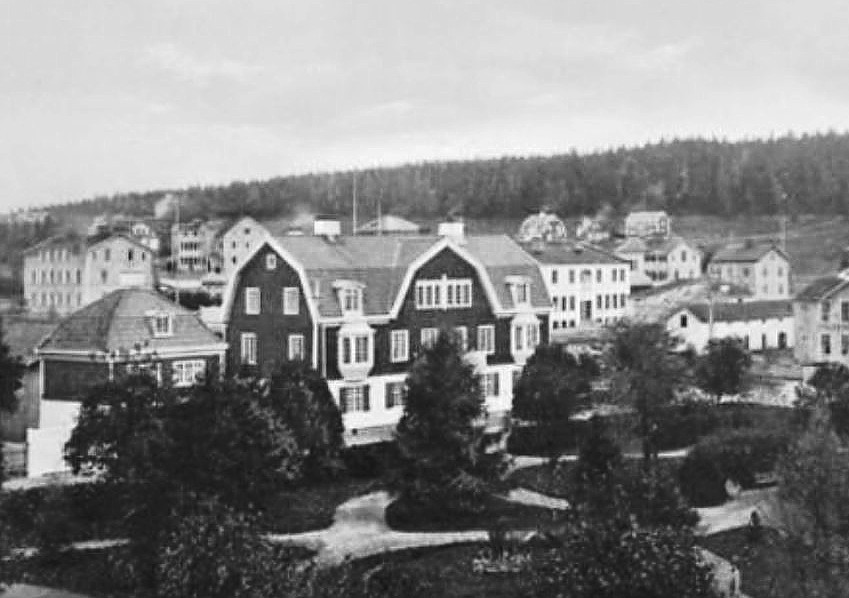
Fastigheten Turkiet 3 (mitt i bild).

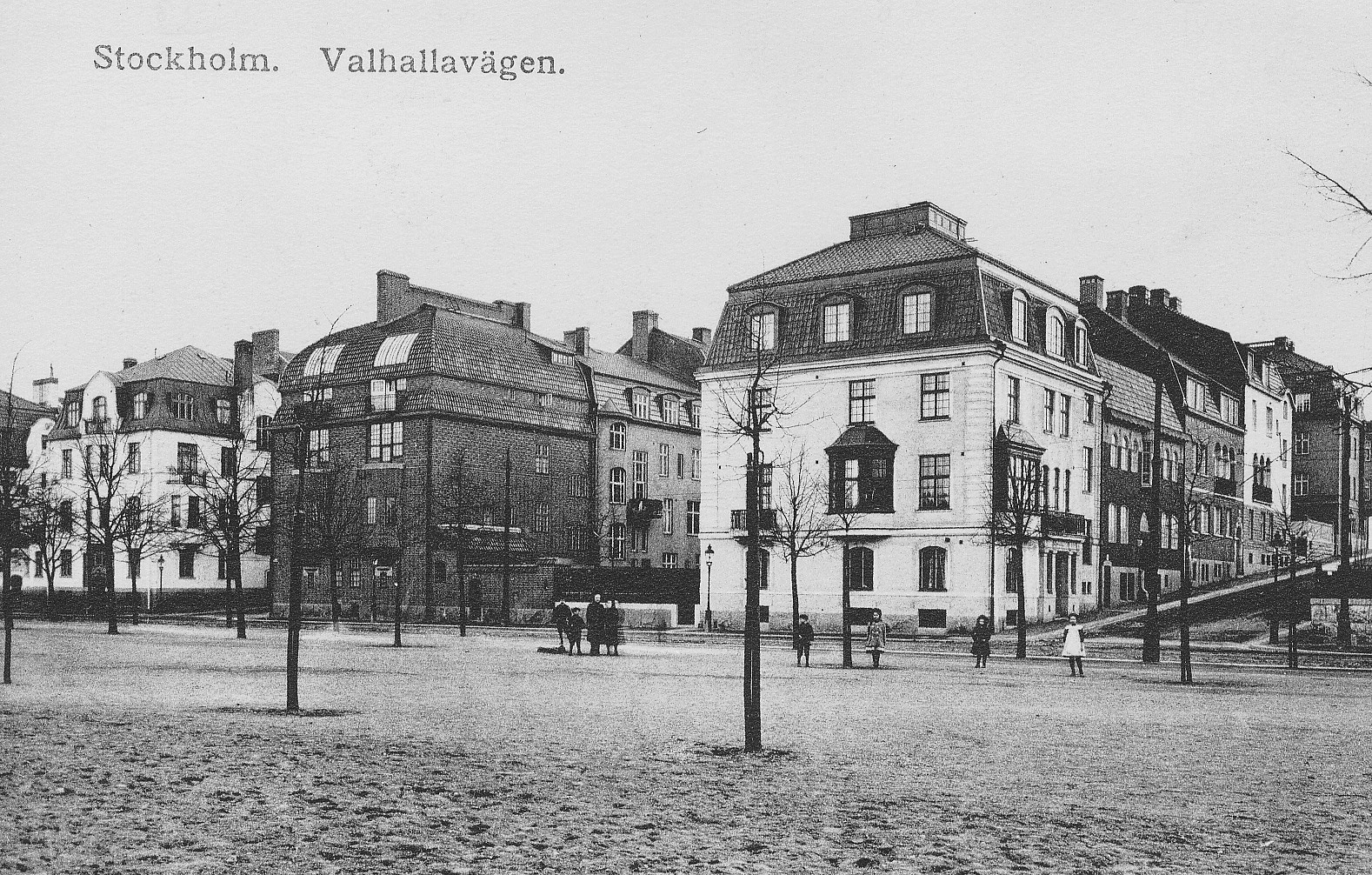
Fastigheten Trädlärkan 5 (närmast i bild).

Ödmark var son till Jonas Ödmark (1821–1893) och Maria Kristina Eriksdotter (1837–1912). Han var först handlare i Åsele och sedan i Örnsköldsvik samt flera andra platser i trakten. Han blev en förmögen man på import av kaffe till Sverige och var ägare av Norrlands kafferosteri. Via sina affärskontakter kom han i kontakt med det franska bilföretaget Delaunay Belleville och fick ensamrätt att importera chassier och motorer till Sverige. Ödmark var även Svensk agent för bilmärken Delage och Automobiles Grégoire med huvudkontor i Örnsköldsvik. 
Ödmark var verksam i Stockholm där han drev firman Import AB Ödmark & Co vid Grevturegatan 247. Hit importerade företaget chassier och motorer, registrerades och tilldelades chassinummer. Därefter transporterades de till Ödmarks Karossmakeri som låg i ett ridhus vid Viktoriaesplanaden i Örnsköldsvik. Här byggdes karosserierna till lyxbilarna och gjordes körklara. Företagets sex hantverkare var i grunden snickare och tapetserare från trakten vilka blivit utbildade av franska karosseribyggare. 
Vid sitt invigningsbesök för Örnsköldsviksutställningen 1916 – Den vita staden – kördes kung Gustaf V med följe i Ödmarks Delaunay Belleville-bilar och visades staden. Av konungen mottog Ödmark sedan ”guldmedalj för synnerligen gediget automobilkarosseri”. Första världskriget satte stopp för importen av chassier och motorer och karosstillverkningen lades ned. Den höga kompetensen i karosseribyggeri lade grunden till Hägglund & Söners etablering i Örnsköldsvik som tillverkare av bland annat busskarosser.

## Privatliv
I Örnsköldsvik ägde Ödmark efter 1897 en av stadens vackraste fastigheter Turkiet 3 belägen vid Läroverksgatan 10. År 1911 anlitade Ödmark arkitektkontoret Westholm & Bagger (Sigurd Westholm och John Bagger) för en omfattande ombyggnad av de två husen på Turkiet 3. I Stockholm förvärvade han 1918 fastigheten Trädlärkan 5 i Lärkstaden och beställde en genomgripande  ombyggnad av husets ursprungliga arkitekt Victor Bodin. Trädlärkan 5 var Ödmarks Stockholmsbostad fram till sin död 1923. Han var gift med Levina Johanna Lindbom (född 1868). Paret fick tre barn; Astrid (född 1892), Harald (född 1893) och Rut (född 1895).